# Isabelle Fijalkowski
Isabelle Fijalkowski (* 23. Mai 1972 in Clermont-Ferrand) ist eine ehemalige französische Basketballspielerin.

## Werdegang
Fijalkowski begann ihre Basketballlaufbahn als Jugendliche beim Clermont Université Club und wechselte noch als Heranwachsende zu AS Montferrand. Im Alter von 16 Jahren spielte sie erstmals in der höchsten französischen Damen-Liga. 1992 gewann die Innenspielerin ihren ersten von fünf französischen Meistertiteln. Nach einem Abstecher an die University of Colorado in den Vereinigten Staaten kehrte Fijalkowski in ihr Heimatland zurück. Mit CJM Bourges errang sie 1997 den Sieg in der Euroleague.
Sie war die erste französische Spielerin, der der Sprung in die US-Liga WNBA gelang. Dort spielte Fijalkowski 1997 und 1998 für die Cleveland Rockers. Sie wies in der 1998er Saison die höchste Wurftrefferquote aller WNBA-Spielerinnen auf und steigerte ihre Mittelwerte von 11,9 Punkten sowie 5,6 Rebounds im Jahr 1997 auf 13,7 Punkte und 6,9 Rebounds im Jahr 1998. Von 1997 bis 2000 spielte sie erneut im Ausland und wurde mit Como (Italien) zweimal Staatsmeisterin. In ihrer letzten Saison als Leistungsbasketballspielerin gewann die Französin zum zweiten Mal die Euroleague.
Mit der Auswahl ihres Heimatlands stand Fijalkowski 1993, 1999 und 2001 in Europameisterschaftsendspielen. 2001 gelang der Sieg. Bei der EM 2001 war sie mit 13,2 Punkten je Begegnung in dieser Wertung beste Französin. Zum Endspielsieg gegen Russland trug sie 17 Punkte bei. 1994 war sie Weltmeisterschaftsteilnehmerin und mit 17,6 Punkten je Begegnung siebtbeste Korbschützin des in Australien ausgetragenen Turniers. Sie nahm 2000 an den Olympischen Sommerspielen teil.
Im Anschluss an ihre Laufbahn als Spielerin wurde Fijalkowski in der Auvergne für den französischen Basketballverband in der Nachwuchsarbeit tätig. 2015 erhielt sie den französischen Nationalverdienstorden (Chevalier de l’Ordre national du Mérite), 2020 wurde sie in die Ruhmeshalle des Basketball-Weltverbands FIBA (FIBA Hall of Fame) aufgenommen.
2024 wurde sie Co-Trainerin beim neugegründeten Verein Paris Basketball Féminin.

### Erfolge
- Europameisterin 2001
- Zweite der Europameisterschaft 1993, 1999
- Euroleague-Siegerin 1997, 2002
- Zweite der Euroleague 1996, 1998, 1999, 2001
- Zweite der Goodwill Games 1994
- Französische Meisterin 1992, 1996, 1997, 2001, 2002
- Italienische Meisterin 1998, 1999
- Französische Pokalsiegerin 2001, 2002
- Gewinnerin der WNBA-Eastern-Conference 1998

### Auszeichnungen
- Beste Basketballspielerin Europas der Saison 1996/97
- Wertvollste Spielerin der französischen Liga 1996/97
- Wertvollste Spielerin der italienischen Liga 1998/99